# 2013 au Liban
Chronologie du Liban
- 2009
- 2010
- 2011
- 2012
- 2013
- 2014
- 2015
- 2016
- 2017

Cet article présente les faits marquants de l'année 2013 au Liban ou concernant ce pays.

## Évènements
- Championnat du Liban de football 2012-2013 : c'est le club de Safa Beyrouth, tenant du titre, qui est à nouveau sacré cette saison après avoir terminé en tête du classement final, avec huit points d'avance sur Nejmeh SC et treize sur le Racing Club de Beyrouth. C'est le deuxième titre de champion du Liban de l'histoire du club, qui réussit même le doublé en s'imposant en finale de la Coupe du Liban.

En 2013, il y a au moins 82 tués (dont 7 soldats et 1 policier libanais) dans les affrontements (bilan au 9 juin), principalement à Tripoli.
- 3 janvier : 1 tué et 3 blessés lors d'affrontements à Sidon entre une des factions palestiniennes et le Hezbollah[1].
- 1er février : affrontement à Ersal entre les soldats et des rebelles sunnites: 3 tués (dont 2 soldats libanais) et 8 blessés  [2].
- 20/24 mars : 12 tués dans des combats à Tripoli. L'armée libanaise se déploie dans la ville pour apaiser la situation [3]
- 14 avril : des tirs d'obus venant de Syrie s'abattent sur le village frontalier de Qasr (en): 2 civils sont tués et 4 blessés[4].
- 14 mai : 5 tués et une vingtaine de blessés dans des affrontements à Tripoli[5].
- 19 au 26 mai : au moins 30 tués et 204 blessés dans des affrontements à Tripoli (dont 2 soldats libanais) dont 11 le 22 mai [6],[7],[8],[9],[10].
- 26 mai : 2 roquettes s'abattent sur Beyrouth-Sud, quartier à majorité chiite de la capitale et fief du Hezbollah. 4 blessés parmi la population[11].
- Nuit du 27 au 28 mai : 3 soldats libanais tués dans une embuscade à Ersal près de la frontière syrienne[12].
- 30 mai : bref accrochage entre partisans du Amal et des Palestiniens à Beyrouth: Aucune perte signalée[13].
- Nuit du 1er au 2 juin: affrontements entre membres du Hezbollah et rebelles exilés de l'armée syrienne libre à Hermel, près de la frontière: 16 tués dont 15 rebelles et 1 milicien chiite[14].
- 3 au 4 juin : Affrontement à Tripoli à la suite de la tentative d'assassinat de deux clercs sunnites pro-Hezbollah : au moins huit tués dans les affrontements, dont 1 policier[15],[16],[17].
- 5 juin : Au moins 15 roquettes, tirés de Syrie, visent Baalbeck, fief du Hezbollah dans l'est du Liban. Plusieurs blessés [18].
- 6 juin : 1 tué et 7 blessés (dont 2 policiers) à Tripoli dans des affrontements entre le PSNS et des salafistes[19].
- 9 juin : 1 manifestant anti-Hezbollah tué à Beyrouth[20].
- 18 juin : les affrontements se propagent à Saïda dans le gouvernorat du Sud-Liban[21].
- 23 juin : deux soldats libanais tués[22].
- 15 août :  l'explosion d'une voiture piégée dans un bastion du Hezbollah de la banlieue sud de Beyrouth fait 27 morts et 336 blessés[23]

- 23 août : des attentats dans des quartiers sunnites de Tripoli font au moins 47 morts et des centaines de blessés[24],[25].